# Anglo-Dane
Anglo-Dane is een historisch Deens auto- en motorfietsmerk.
De bedrijfsnaam was: H.C. Fredricksen Motors, Kopenhagen.
Fredricksen bouwde zijn motorfietsen vrijwel uitsluitend uit Britse onderdelen. Daar kwam ook de naam "Anglo-Dane" vandaan. De inbouwmotoren kwamen van JAP en Villiers. De motorfietsproductie liep van 1912 tot 1914.
Het bouwde ook vrachtauto's en auto's tussen 1902 en 1917, toen het fuseerde met het eveneens Deense Jan en Thrige om Triangel te vormen.